# リチャード (戦列艦)
|          |                              |
| 艦歴     |                              |
| 建造:    | ウリッジ工廠                 |
| 進水:    | 1658年                       |
| 改名:    | 1660年、ロイヤル・ジェイムズ |
| その後:  | 1667年自沈                   |
| 性能諸元 |                              |
| クラス:  | 2等戦列艦                    |
| 全長:    | 竜骨：124ft（37.8m）         |
| 全幅:    | 41ft（12.5m）                |
| 喫水:    | 18ft（5.5m）                 |
| 機関:    | 帆走（3本マストシップ）      |
| 兵装:    | 各種口径の砲70門             |

リチャード（Richard）は共和政イングランド海軍の70門2等戦列艦戦列艦。ウリッジ工廠のクリストファー・ペットの手により建造され、1658年に進水した。艦名はリチャード・クロムウェルの護国卿就任を記念したものである。
1660年に王政復古がなされると、リチャードはロイヤル・ジェイムズ（HMS Royal James）と改名され、1等艦への改装を受けた上でイングランド海軍に編入された。この工事で上甲板中央部への砲搭載が行われ、備砲は82門にまで増加した。第二次英蘭戦争でしばしば出撃したが、1667年のオランダ海軍によるメドウェイ川襲撃に際してロイヤル・ジェイムズは捕獲を避けるために自沈させられた後、オランダの火船により焼却された。

## 参加海戦
- ローストフトの海戦
- 4日海戦
- 聖ジェイムズ日の海戦
- メドウェイ川襲撃